# تنغ كلاجيكي تهليون (تشين)
تنغ کلاجیکي تهلیون (بالفارسية: تنگ کلاجیکی تهلیون) هي قرية تقع في إيران في قسم تشین الريفي. يقدر عدد سكانها بـ 42 نسمة بحسب إحصاء 2016.